# ۱۸۳۱
۱۸۳۱ (میلادی) هزار و هشتصد  و سی و یکمین سال تقویم میلادی است.

## زادگان
- ۱۳ ژوئن – جیمز کلرک ماکسول، فیزیک‌دان، ریاضی‌دان، و مهندس بریتانیایی (د. ۱۸۷۹)
- ۸ ژوئیه – جان پمبرتون، داروساز آمریکایی (د. ۱۸۸۸)
- ۶ اکتبر – ریچارد ددکیند، ریاضی‌دان آلمانی (د. ۱۹۱۶)
- ۶ مارس – فیلیپ شرایدن، افسر آمریکایی (د. ۱۸۸۸)
- ۱۹ نوامبر – جیمز آبرام گارفیلد، افسر، وکیل، و سیاست‌مدار آمریکایی (د. ۱۸۸۱)

## درگذشتگان
- 14 نوامبر - گئورگ ویلهلم فریدریش هگل : فیلسوف آلمانی.
- ۲۱ ژانویه – لودویگ آخیم فن آرنیم، نویسنده و شاعر آلمانی (ز. ۱۷۸۱)
- ۸ ژوئن – سارا سیدون، بازیگر بریتانیایی (ز. ۱۷۵۵)
- ۲۷ ژوئن – سوفی ژرمن، ریاضی‌دان، فیزیک‌دان، و فیلسوف فرانسوی (ز. ۱۷۷۶)
- ۴ ژوئیه – جیمز مونرو، سیاست‌مدار، وکیل، و دیپلمات آمریکایی (ز. ۱۷۵۸)